# OSChina
OSChina (pour open-source China, chinois : 开源中国 ; pinyin : kāiyuán zhōngguó ; litt. « Chine, source ouverte ») est un site chinois orienté autour du développement des logiciels libres.
La structure basée à Shenzhen est notamment à l'initiative de la forge logicielle Gitee,,.

## Histoire
En 1999, Red Flag Software Co., Ltd publie la distribution Linux, Red Flag Linux 1.0. Dès le début des années 2000, avec le support du gouvernement chinois, les logiciels à sources ouverte (OSS) sont devenus un domaine d'intérêt important en Chine. En 2006, différentes acteurs du secteur informatique et internet tel que Alibaba, Baidu ou Huawei prennent part à la communauté open source, 12 559 des 98 221 projets disponibles sur Gitee ont commencé en 2006.
En 2020, face au conflit commercial opposant les États-Unis sous le gouvernement Trump et la Chine, ce dernier multiplie les initiatives pour promouvoir les projets nationaux. Le blocage de l'accès à l'Iran, de la Syrie et la Crimée au site nouvellement racheté par Microsoft fait craindre à la Chine d'être le suivant sur la liste.